# توماس أوكونور
توماس أوكونور (بالإنجليزية: Thomas O'Connor)‏ هو فلاح وسياسي أمريكي، ولد في 21 ديسمبر 1815، وتوفي في 21 أكتوبر 1901. انتخب عضو جمعية ولاية ويسكونسن.